# Sultanato di Kathiri
Il Kathiri (in arabo: الكثيري al-Kathiri), ufficialmente Stato Kathiri di Seiyun a Hadhramaut (arabo: السلطنة الكثيرية - سيؤن - حضرموت al-Salṭanah al-Kathīrīyah - Say'un - Hadramawt) fu un sultanato nella regione di Hadramawt, nel sud della penisola arabica, nel territorio che ora è parte dello Yemen e della regione di Dhofar, nell'Oman.

## Storia

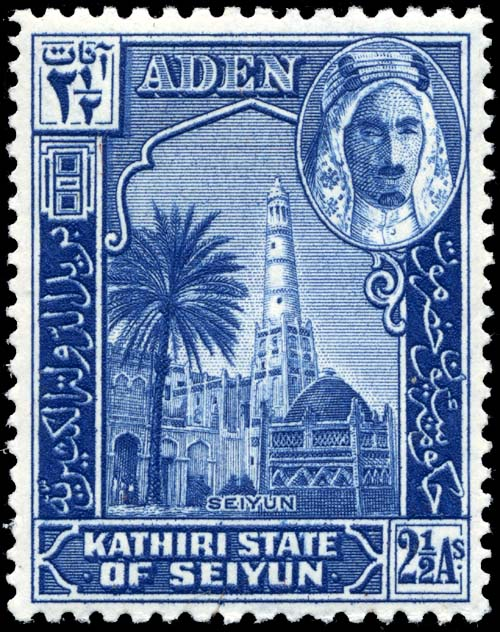
Un francobollo del 1942 raffigurante il sultano e la capitale.

Il Kathiri da tempo governava gran parte del Hadramawt ma il suo potere venne troncato dal rivale Sultanato di Qu'aiti nel XIX secolo. Il Kathiri fu poi limitato a una piccola porzione dell'entroterra del Hadramawt con capitale la città Seiyun. Il sultanato entrò in relazioni convenzionali con il Regno Unito nel tardo XIX secolo per poi diventare parte del Protettorato di Aden. Lo Stato di Kathiri rifiutò di aderire alla Federazione dell'Arabia Meridionale, ma rimase sotto la protezione britannica come parte del Protettorato dell'Arabia Meridionale. Al Husayn ibn Ali, sultano di Kathiri dal 1949, fu rovesciato nell'ottobre del 1967. Il mese successivo l'ex sultanato entrò a far parte della Repubblica Democratica Popolare dello Yemen.
Lo Yemen del Sud si unì allo Yemen del Nord nel 1990 per diventare lo Yemen attuale. Nonostante ciò gli sceicchi locali sono noti per esercitare ancora una grande autorità di fatto.
Il primo capo del governo della storia di Timor Est, Mari Alkatiri (Mar'i al-Kathiri), è nipote di immigrati provenienti da Kathiri, infatti nel XIX secolo e nel successivo si registrò una rilevante migrazione di abitanti del Hadramawt verso il sud-est asiatico.
Anche l'attivista dei diritti umani indonesiano Munir Said Thalib discende da immigrati provenienti da Kathiri.

## Elenco dei sultani
- Badr as-Sahab ibn al-Habrali Bu Tuwairik (1395 - 1430)
- Muhammad ibn 'Ali (c. 1430 - c. 1450)
- Dscha'far ibn 'Abdallah (c. 1493)
- Badr ibn 'Abdallah (c. 1516 - c. 1565)
- Sultani ignoti (c. 1565 - XVII secolo)
- Dscha'far ibn 'Abdallah al-Kathir (1670 - 1690)
- Badr ibn Dscha'far al-Kathir (1690 - 1707)
- 'Abdllah ibn Badr al-Kathir (1707 - 1725)
- 'Amr ibn Badr al-Kathir (1725 - 1760)
- Ahmad ibn 'Amr al-Kathir (1760 - 1800)
- Muhsin ibn Ahmad al-Kathir (1800 - 1830)
- Ghalib ibn Muhsin al-Kathir (1830 - 1880)
- al-Mansur ibn Ghalib al-Kathir (1880 - maggio 1929)
- 'Ali ibn al-Mansur al-Kathir (maggio 1929 - 1938)
- Dscha'far ibn al-Mansur al-Kathir (1938 - 24 aprile 1949)
- al-Husain ibn 'Ali al-Kathir (aprile 1949 - 2 ottobre 1967)